# Pierre Michel Rouyer
Pour les articles homonymes, voir Rouyer.
Pierre Michel Albert Rouyer, né le 1er mai 1889 à Maintenon (Eure-et-Loir) et mort le 3 mai 1973 à Toulon (Var), est un contre-amiral français.

## Biographie
Fils du Vice-Amiral Albert Rouyer, il entre dans la Marine en 1907, puis embarque successivement sur les croiseurs Jules-Michelet et Edgar Quinet, sur l'aviso-transport Manche de la Division navale de l'Indochine, sur les torpilleurs Hussard et Trident, ce dernier participant au débarquement de Koum-Kaleh pendant la Bataille des Dardanelles. Promu lieutenant de vaisseau en 1917, il commande le torpilleur no 533 des patrouilles de Salonique, puis le 1er Groupe de dragueurs de Normandie.
En 1924, il devient Officier breveté de l'École supérieure de la Marine, puis capitaine de corvette en 1925, capitaine de frégate en 1929, et capitaine de vaisseau en 1935. Il commande le croiseur Suffren en Méditerranée en 1937, puis le croiseur-école Jeanne d'Arc à partir de août 1939. En 1940, après la bataille de France, la Jeanne d'Arc sous son commandement escorte les bâtiments transportant l'or de la Banque de France vers les Antilles,. Il est nommé contre-amiral en novembre 1940 et stationne en Guadeloupe, puis revient à Toulon en août 1942, avant de devenir Chef de l'arrondissement maritime de Lorient, en juin 1943,.

## Récompenses
- Commandeur de la Légion d'honneur par décret du 22 décembre 1941
  -  Officier de la Légion d'honneur par décret du 1er juillet 1931
  -  Chevalier de la Légion d'honneur par arrêté du 10 juillet 1920